# Manakamana (Nuwakot)
Manakamana (nep. मनकामना) – gaun wikas samiti w środkowej części Nepalu w strefie Bagmati w dystrykcie Nuwakot. Według nepalskiego spisu powszechnego z 2001 roku liczył on 720 gospodarstw domowych i 3744 mieszkańców (1912 kobiet i 1832 mężczyzn).